# 普拉桑塔·帕坦尼克
普拉桑塔·帕坦尼克（Prasanta K. Pattanaik，1943年4月5日—），1968年毕业于印度德里大学德里經濟學院，获经济学博士学位，師承阿馬蒂亞·庫馬爾·森教授。畢業後應邀到哈佛大學任經濟學助理教授。曾先后执教于印度德里大学、牛津大学納菲爾德學院。自1991年加入美国加州大学河滨分校，担任经济学教授，目前的主要研究方向有福利经济学和社会选择理论、决策论、贫困衡量理论和发展经济学，著有《Voting and Collective Choice》。
普拉桑塔·帕坦尼克教授是世界计量学会会员，公共选择社会组织、人类发展和能力协会会员，南亞經濟與管理研究所高級顧問。同时担任Social Choice and Welfare杂志的主编，并当选2006－2007年Social Choice and Welfare协会主席。曾获得法国卡昂-诺曼底大学荣誉教授称号，苏格兰大学卡内基荣誉教席，印度计量经济学会授予的“Mahalanobis Memorial National Award”等荣誉。

## 外部連結
- 南亚经济与管理研究所简介[永久]
- （英文）UC Riverside Department of Economics